# 16e étape du Tour d'Italie 2020
Pour un article plus général, voir Tour d'Italie 2020.
La 16e étape du Tour d'Italie 2020 se déroule le mardi 20 octobre 2020, entre Udine et San Daniele del Friuli, sur une distance de 229 km.

## Déroulement de la course
Tandis que Fernando Gaviria ne prend pas le départ de la course, une échappée nombreuse prend le large après la seconde journée de repos. Le classement de la montagne anime dans un premier temps la marche du groupe de tête. Ruben Guerreiro passe en tête au sommet de la première ascension du jour devant Giovanni Visconti, puis Visconti franchit en premier les deux montées suivantes (alors que Guerreiro termine 2e avant de ne marquer aucun point), enfin le portugais devance le maillot bleu au sommet de la montée de Ragogna, lors du premier des trois tours du circuit final. Manuele Boaro (Astana) et Jan Tratnik (Bahrain-McLaren) sortent du groupe de tête dans le second tour de circuit, puis Tratnik file seul dans la montée. Ben O'Connor attaque dans la dernière montée et rejoint ensuite Tratnik. O'Connor accélère à 800 m de l'arrivée, contré par Tratnik qui remporte finalement l'étape avec 7 secondes d'avance sur O'Connor et 1 minute 14 sur un trio de chasse réglé par Enrico Battaglin. Derrière, les favoris abordent le dernier kilomètre ensemble. Le maillot rose accélère dans les derniers hectomètres et franchit la ligne à 12 minutes 54 du vainqueur, avec 2 secondes d'avance sur le groupe des favoris et 12 sur Masnada.

## Résultats

### Classement de l'étape
| \| Classement de l'étape \| Classement de l'étape \| Classement de l'étape \| Classement de l'étape \| Classement de l'étape \| \| Coureur \| Coureur \| Pays \| Équipe \| Temps \| \| --------------------- \| --------------------- \| --------------------- \| --------------------- \| --------------------- \| \| 1er \| Jan Tratnik \| Slovénie \| Bahrain McLaren \| 6 h 04 min 36 s \| \| 2e \| Ben O'Connor \| Australie \| NTT Pro Cycling \| + 7 s \| \| 3e \| Enrico Battaglin \| Italie \| Bahrain McLaren \| + 1 min 14 s \| \| 4e \| Kamil Małecki \| Pologne \| CCC Team \| + 1 min 14 s \| \| 5e \| Ben Swift \| Royaume-Uni \| Ineos Grenadiers \| + 1 min 14 s \| \| 6e \| Andrea Vendrame \| Italie \| AG2R La Mondiale \| + 1 min 21 s \| \| 7e \| Geoffrey Bouchard \| France \| AG2R La Mondiale \| + 1 min 21 s \| \| 8e \| Matteo Fabbro \| Italie \| Bora-Hansgrohe \| + 1 min 25 s \| \| 9e \| Manuele Boaro \| Italie \| Astana \| + 1 min 33 s \| \| 10e \| Alessandro Tonelli \| Italie \| Bardiani CSF Faizanè \| + 2 min 59 s \| |                    |             |                      |                 |
| |                    |             |                      |                 |
| Source : ProCyclingStats |                    |             |                      |                 |
| Classement de l'étape |                    |             |                      |                 |
| Coureur | Coureur            | Pays        | Équipe               | Temps           |
| 1er | Jan Tratnik        | Slovénie    | Bahrain McLaren      | 6 h 04 min 36 s |
| 2e | Ben O'Connor       | Australie   | NTT Pro Cycling      | + 7 s           |
| 3e | Enrico Battaglin   | Italie      | Bahrain McLaren      | + 1 min 14 s    |
| 4e | Kamil Małecki      | Pologne     | CCC Team             | + 1 min 14 s    |
| 5e | Ben Swift          | Royaume-Uni | Ineos Grenadiers     | + 1 min 14 s    |
| 6e | Andrea Vendrame    | Italie      | AG2R La Mondiale     | + 1 min 21 s    |
| 7e | Geoffrey Bouchard  | France      | AG2R La Mondiale     | + 1 min 21 s    |
| 8e | Matteo Fabbro      | Italie      | Bora-Hansgrohe       | + 1 min 25 s    |
| 9e | Manuele Boaro      | Italie      | Astana               | + 1 min 33 s    |
| 10e | Alessandro Tonelli | Italie      | Bardiani CSF Faizanè | + 2 min 59 s    |

### Points attribués pour le classement par points
| Sprint intermédiaire Cividale del Friuli (km 87,8) | Sprint intermédiaire Cividale del Friuli (km 87,8) | Sprint intermédiaire Cividale del Friuli (km 87,8) | Sprint intermédiaire Cividale del Friuli (km 87,8) | Sprint intermédiaire Cividale del Friuli (km 87,8) |
| -------------------------------------------------- | -------------------------------------------------- | -------------------------------------------------- | -------------------------------------------------- | -------------------------------------------------- |
|                                                    | Coureur                                            | Pays                                               | Équipe                                             | Point(s)                                           |
| 1er                                                | Andrea Vendrame                                    | Italie                                             | AG2R La Mondiale                                   | 12                                                 |
| 2e                                                 | Lawrence Warbasse                                  | États-Unis                                         | AG2R La Mondiale                                   | 8                                                  |
| 3e                                                 | Fabio Felline                                      | Italie                                             | Astana                                             | 6                                                  |
| 4e                                                 | Joey Rosskopf                                      | États-Unis                                         | CCC Team                                           | 5                                                  |
| 5e                                                 | Salvatore Puccio                                   | Italie                                             | Ineos Grenadiers                                   | 4                                                  |
| 6e                                                 | Geoffrey Bouchard                                  | France                                             | AG2R La Mondiale                                   | 3                                                  |
| 7e                                                 | Manuele Boaro                                      | Italie                                             | Astana                                             | 2                                                  |
| 8e                                                 | Alessandro Bisolti                                 | Italie                                             | Androni Giocattoli-Sidermec                        | 1                                                  |
| modifier                                           |                                                    |                                                    |                                                    |                                                    |

| Arrivée d'étape San Daniele del Friuli (km 229) | Arrivée d'étape San Daniele del Friuli (km 229) | Arrivée d'étape San Daniele del Friuli (km 229) | Arrivée d'étape San Daniele del Friuli (km 229) | Arrivée d'étape San Daniele del Friuli (km 229) |
| ----------------------------------------------- | ----------------------------------------------- | ----------------------------------------------- | ----------------------------------------------- | ----------------------------------------------- |
|                                                 | Coureur                                         | Pays                                            | Équipe                                          | Point(s)                                        |
| 1er                                             | Jan Tratnik                                     | Slovénie                                        | Bahrain-McLaren                                 | 15                                              |
| 2e                                              | Ben O'Connor                                    | Australie                                       | NTT Pro Cycling                                 | 12                                              |
| 3e                                              | Enrico Battaglin                                | Italie                                          | Bahrain-McLaren                                 | 9                                               |
| 4e                                              | Kamil Małecki                                   | Pologne                                         | CCC Team                                        | 7                                               |
| 5e                                              | Ben Swift                                       | Royaume-Uni                                     | Ineos Grenadiers                                | 6                                               |
| 6e                                              | Andrea Vendrame                                 | Italie                                          | AG2R La Mondiale                                | 5                                               |
| 7e                                              | Geoffrey Bouchard                               | France                                          | AG2R La Mondiale                                | 4                                               |
| 8e                                              | Matteo Fabbro                                   | Italie                                          | Bora-Hansgrohe                                  | 3                                               |
| 9e                                              | Manuele Boaro                                   | Italie                                          | Astana                                          | 2                                               |
| 10e                                             | Alessandro Tonelli                              | Italie                                          | Bardiani CSF Faizanè                            | 1                                               |
| modifier                                        |                                                 |                                                 |                                                 |                                                 |

### Points attribués pour le classement du meilleur grimpeur
| Madonnina del Domm (km 31) 2e catégorie (10,1 km à 7,4%) | Madonnina del Domm (km 31) 2e catégorie (10,1 km à 7,4%) | Madonnina del Domm (km 31) 2e catégorie (10,1 km à 7,4%) | Madonnina del Domm (km 31) 2e catégorie (10,1 km à 7,4%) | Madonnina del Domm (km 31) 2e catégorie (10,1 km à 7,4%) |
| -------------------------------------------------------- | -------------------------------------------------------- | -------------------------------------------------------- | -------------------------------------------------------- | -------------------------------------------------------- |
|                                                          | Coureur                                                  | Pays                                                     | Équipe                                                   | Point(s)                                                 |
| 1er                                                      | Ruben Guerreiro                                          | Portugal                                                 | EF Pro Cycling                                           | 18                                                       |
| 2e                                                       | Giovanni Visconti                                        | Italie                                                   | Vini Zabù-KTM                                            | 8                                                        |
| 3e                                                       | Alessandro Bisolti                                       | Italie                                                   | Androni Giocattoli-Sidermec                              | 6                                                        |
| 4e                                                       | James Whelan                                             | Australie                                                | EF Pro Cycling                                           | 4                                                        |
| 5e                                                       | Geoffrey Bouchard                                        | France                                                   | AG2R La Mondiale                                         | 2                                                        |
| 6e                                                       | Valerio Conti                                            | Italie                                                   | UAE Emirates                                             | 1                                                        |
| modifier                                                 |                                                          |                                                          |                                                          |                                                          |

| Monte Spig (km 77,2) 3e catégorie (4,7 km à 8,2%) | Monte Spig (km 77,2) 3e catégorie (4,7 km à 8,2%) | Monte Spig (km 77,2) 3e catégorie (4,7 km à 8,2%) | Monte Spig (km 77,2) 3e catégorie (4,7 km à 8,2%) | Monte Spig (km 77,2) 3e catégorie (4,7 km à 8,2%) |
| ------------------------------------------------- | ------------------------------------------------- | ------------------------------------------------- | ------------------------------------------------- | ------------------------------------------------- |
|                                                   | Coureur                                           | Pays                                              | Équipe                                            | Point(s)                                          |
| 1er                                               | Giovanni Visconti                                 | Italie                                            | Vini Zabù-KTM                                     | 9                                                 |
| 2e                                                | Ruben Guerreiro                                   | Portugal                                          | EF Pro Cycling                                    | 4                                                 |
| 3e                                                | Lorenzo Rota                                      | Italie                                            | Vini Zabù-KTM                                     | 2                                                 |
| 4e                                                | James Whelan                                      | Australie                                         | EF Pro Cycling                                    | 1                                                 |
| modifier                                          |                                                   |                                                   |                                                   |                                                   |

| Monteaperta (km 123) 3e catégorie (3,3 km à 7,6%) | Monteaperta (km 123) 3e catégorie (3,3 km à 7,6%) | Monteaperta (km 123) 3e catégorie (3,3 km à 7,6%) | Monteaperta (km 123) 3e catégorie (3,3 km à 7,6%) | Monteaperta (km 123) 3e catégorie (3,3 km à 7,6%) |
| ------------------------------------------------- | ------------------------------------------------- | ------------------------------------------------- | ------------------------------------------------- | ------------------------------------------------- |
|                                                   | Coureur                                           | Pays                                              | Équipe                                            | Point(s)                                          |
| 1er                                               | Giovanni Visconti                                 | Italie                                            | Vini Zabù-KTM                                     | 9                                                 |
| 2e                                                | Enrico Battaglin                                  | Italie                                            | Bahrain-McLaren                                   | 4                                                 |
| 3e                                                | Geoffrey Bouchard                                 | France                                            | AG2R La Mondiale                                  | 2                                                 |
| 4e                                                | James Whelan                                      | Australie                                         | EF Pro Cycling                                    | 1                                                 |
| modifier                                          |                                                   |                                                   |                                                   |                                                   |

| Monte di Ragogna (km 162,1) 3e catégorie (3,0 km à 9%) | Monte di Ragogna (km 162,1) 3e catégorie (3,0 km à 9%) | Monte di Ragogna (km 162,1) 3e catégorie (3,0 km à 9%) | Monte di Ragogna (km 162,1) 3e catégorie (3,0 km à 9%) | Monte di Ragogna (km 162,1) 3e catégorie (3,0 km à 9%) |
| ------------------------------------------------------ | ------------------------------------------------------ | ------------------------------------------------------ | ------------------------------------------------------ | ------------------------------------------------------ |
|                                                        | Coureur                                                | Pays                                                   | Équipe                                                 | Point(s)                                               |
| 1er                                                    | Ruben Guerreiro                                        | Portugal                                               | EF Pro Cycling                                         | 9                                                      |
| 2e                                                     | Giovanni Visconti                                      | Italie                                                 | Vini Zabù-KTM                                          | 4                                                      |
| 3e                                                     | Geoffrey Bouchard                                      | France                                                 | AG2R La Mondiale                                       | 2                                                      |
| 4e                                                     | James Whelan                                           | Australie                                              | EF Pro Cycling                                         | 1                                                      |
| modifier                                               |                                                        |                                                        |                                                        |                                                        |

| Monte di Ragogna (km 189) 3e catégorie (3,0 km à 9%) | Monte di Ragogna (km 189) 3e catégorie (3,0 km à 9%) | Monte di Ragogna (km 189) 3e catégorie (3,0 km à 9%) | Monte di Ragogna (km 189) 3e catégorie (3,0 km à 9%) | Monte di Ragogna (km 189) 3e catégorie (3,0 km à 9%) |
| ---------------------------------------------------- | ---------------------------------------------------- | ---------------------------------------------------- | ---------------------------------------------------- | ---------------------------------------------------- |
|                                                      | Coureur                                              | Pays                                                 | Équipe                                               | Point(s)                                             |
| 1er                                                  | Jan Tratnik                                          | Slovénie                                             | Bahrain-McLaren                                      | 9                                                    |
| 2e                                                   | Manuele Boaro                                        | Italie                                               | Astana                                               | 4                                                    |
| 3e                                                   | Alessandro Tonelli                                   | Italie                                               | Bardiani CSF Faizanè                                 | 2                                                    |
| 4e                                                   | Ben Swift                                            | Royaume-Uni                                          | Ineos Grenadiers                                     | 1                                                    |
| modifier                                             |                                                      |                                                      |                                                      |                                                      |

| Monte di Ragogna (km 216) 3e catégorie (3,0 km à 9%) | Monte di Ragogna (km 216) 3e catégorie (3,0 km à 9%) | Monte di Ragogna (km 216) 3e catégorie (3,0 km à 9%) | Monte di Ragogna (km 216) 3e catégorie (3,0 km à 9%) | Monte di Ragogna (km 216) 3e catégorie (3,0 km à 9%) |
| ---------------------------------------------------- | ---------------------------------------------------- | ---------------------------------------------------- | ---------------------------------------------------- | ---------------------------------------------------- |
|                                                      | Coureur                                              | Pays                                                 | Équipe                                               | Point(s)                                             |
| 1er                                                  | Jan Tratnik                                          | Slovénie                                             | Bahrain-McLaren                                      | 9                                                    |
| 2e                                                   | Ben O'Connor                                         | Australie                                            | NTT Pro Cycling                                      | 4                                                    |
| 3e                                                   | Kamil Małecki                                        | Pologne                                              | CCC Team                                             | 2                                                    |
| 4e                                                   | Enrico Battaglin                                     | Italie                                               | Bahrain-McLaren                                      | 1                                                    |
| modifier                                             |                                                      |                                                      |                                                      |                                                      |

### Points attribués pour le classement des sprints intermédiaires
| Sprint intermédiaire Cividale del Friuli (km 87,8) | Sprint intermédiaire Cividale del Friuli (km 87,8) | Sprint intermédiaire Cividale del Friuli (km 87,8) | Sprint intermédiaire Cividale del Friuli (km 87,8) | Sprint intermédiaire Cividale del Friuli (km 87,8) |
| -------------------------------------------------- | -------------------------------------------------- | -------------------------------------------------- | -------------------------------------------------- | -------------------------------------------------- |
|                                                    | Coureur                                            | Pays                                               | Équipe                                             | Point(s)                                           |
| 1er                                                | Andrea Vendrame                                    | Italie                                             | AG2R La Mondiale                                   | 10                                                 |
| 2e                                                 | Lawrence Warbasse                                  | États-Unis                                         | AG2R La Mondiale                                   | 6                                                  |
| 3e                                                 | Fabio Felline                                      | Italie                                             | Astana                                             | 3                                                  |
| 4e                                                 | Joey Rosskopf                                      | États-Unis                                         | CCC Team                                           | 2                                                  |
| 5e                                                 | Salvatore Puccio                                   | Italie                                             | Ineos Grenadiers                                   | 1                                                  |
| modifier                                           |                                                    |                                                    |                                                    |                                                    |

| Sprint intermédiaire Castello di Susans (km 180,6) | Sprint intermédiaire Castello di Susans (km 180,6) | Sprint intermédiaire Castello di Susans (km 180,6) | Sprint intermédiaire Castello di Susans (km 180,6) | Sprint intermédiaire Castello di Susans (km 180,6) |
| -------------------------------------------------- | -------------------------------------------------- | -------------------------------------------------- | -------------------------------------------------- | -------------------------------------------------- |
|                                                    | Coureur                                            | Pays                                               | Équipe                                             | Point(s)                                           |
| 1er                                                | Manuele Boaro                                      | Italie                                             | Astana                                             | 10                                                 |
| 2e                                                 | Jan Tratnik                                        | Slovénie                                           | Bahrain-McLaren                                    | 6                                                  |
| 3e                                                 | Lorenzo Rota                                       | Italie                                             | Vini Zabù-KTM                                      | 3                                                  |
| 4e                                                 | Alessandro Tonelli                                 | Italie                                             | Bardiani CSF Faizanè                               | 2                                                  |
| 5e                                                 | Geoffrey Bouchard                                  | France                                             | AG2R La Mondiale                                   | 1                                                  |
| modifier                                           |                                                    |                                                    |                                                    |                                                    |

### Bonifications
|   | Coureur       | Pays     | Équipe          | Secondes |
| - | ------------- | -------- | --------------- | -------- |
| 1 | Manuele Boaro | Italie   | Astana          | 3 s      |
| 2 | Jan Tratnik   | Slovénie | Bahrain-McLaren | 2 s      |
| 3 | Lorenzo Rota  | Italie   | Vini Zabù-KTM   | 1 s      |

|   | Coureur          | Pays      | Équipe          | Secondes |
| - | ---------------- | --------- | --------------- | -------- |
| 1 | Jan Tratnik      | Slovénie  | Bahrain-McLaren | 10 s     |
| 2 | Ben O'Connor     | Australie | NTT Pro Cycling | 6 s      |
| 3 | Enrico Battaglin | Italie    | Bahrain-McLaren | 4 s      |

## Classements à l'issue de l'étape

### Classement général
| \| Classement général \| Classement général \| Classement général \| Classement général \| Classement général \| \| Coureur \| Coureur \| Pays \| Équipe \| Temps \| \| ------------------ \| ------------------ \| ------------------ \| --------------------- \| ------------------ \| \| 1er \| João Almeida \| Portugal \| Deceuninck-Quick Step \| 65 h 45 min 08 s \| \| 2e \| Wilco Kelderman \| Pays-Bas \| Team Sunweb \| + 17 s \| \| 3e \| Jai Hindley \| Australie \| Team Sunweb \| + 2 min 58 s \| \| 4e \| Tao Geoghegan Hart \| Royaume-Uni \| Ineos Grenadiers \| + 2 min 59 s \| \| 5e \| Pello Bilbao \| Espagne \| Bahrain McLaren \| + 3 min 12 s \| \| 6e \| Rafał Majka \| Pologne \| Bora-Hansgrohe \| + 3 min 20 s \| \| 7e \| Vincenzo Nibali \| Italie \| Trek-Segafredo \| + 3 min 31 s \| \| 8e \| Domenico Pozzovivo \| Italie \| NTT Pro Cycling \| + 3 min 52 s \| \| 9e \| Patrick Konrad \| Autriche \| Bora-Hansgrohe \| + 4 min 11 s \| \| 10e \| Fausto Masnada \| Italie \| Deceuninck-Quick Step \| + 4 min 24 s \| |                    |             |                       |                  |
| |                    |             |                       |                  |
| Source : ProCyclingStats |                    |             |                       |                  |
| Classement général |                    |             |                       |                  |
| Coureur | Coureur            | Pays        | Équipe                | Temps            |
| 1er | João Almeida       | Portugal    | Deceuninck-Quick Step | 65 h 45 min 08 s |
| 2e | Wilco Kelderman    | Pays-Bas    | Team Sunweb           | + 17 s           |
| 3e | Jai Hindley        | Australie   | Team Sunweb           | + 2 min 58 s     |
| 4e | Tao Geoghegan Hart | Royaume-Uni | Ineos Grenadiers      | + 2 min 59 s     |
| 5e | Pello Bilbao       | Espagne     | Bahrain McLaren       | + 3 min 12 s     |
| 6e | Rafał Majka        | Pologne     | Bora-Hansgrohe        | + 3 min 20 s     |
| 7e | Vincenzo Nibali    | Italie      | Trek-Segafredo        | + 3 min 31 s     |
| 8e | Domenico Pozzovivo | Italie      | NTT Pro Cycling       | + 3 min 52 s     |
| 9e | Patrick Konrad     | Autriche    | Bora-Hansgrohe        | + 4 min 11 s     |
| 10e | Fausto Masnada     | Italie      | Deceuninck-Quick Step | + 4 min 24 s     |

| Classement par points | Classement par points | Classement par points | Classement par points       | Classement par points |
| Coureur               | Coureur               | Pays                  | Équipe                      | Points                |
| --------------------- | --------------------- | --------------------- | --------------------------- | --------------------- |
| 1er                   | Arnaud Démare         | France                | Groupama-FDJ                | 221 pts               |
| 2e                    | Peter Sagan           | Slovaquie             | Bora-Hansgrohe              | 184 pts               |
| 3e                    | João Almeida          | Portugal              | Deceuninck-Quick Step       | 90 pts                |
| 4e                    | Diego Ulissi          | Italie                | UAE Team Emirates           | 77 pts                |
| 5e                    | Filippo Ganna         | Italie                | Ineos Grenadiers            | 66 pts                |
| 6e                    | Andrea Vendrame       | Italie                | AG2R La Mondiale            | 66 pts                |
| 7e                    | Patrick Konrad        | Autriche              | Bora-Hansgrohe              | 56 pts                |
| 8e                    | Simon Pellaud         | Suisse                | Androni Giocattoli-Sidermec | 50 pts                |
| 9e                    | Wilco Kelderman       | Pays-Bas              | Team Sunweb                 | 40 pts                |
| 10e                   | Davide Ballerini      | Italie                | Deceuninck-Quick Step       | 40 pts                |

| Classement par points | Classement par points | Classement par points | Classement par points       | Classement par points |
| Coureur               | Coureur               | Pays                  | Équipe                      | Points                |
| --------------------- | --------------------- | --------------------- | --------------------------- | --------------------- |
| 1er                   | Arnaud Démare         | France                | Groupama-FDJ                | 221 pts               |
| 2e                    | Peter Sagan           | Slovaquie             | Bora-Hansgrohe              | 184 pts               |
| 3e                    | João Almeida          | Portugal              | Deceuninck-Quick Step       | 90 pts                |
| 4e                    | Diego Ulissi          | Italie                | UAE Team Emirates           | 77 pts                |
| 5e                    | Filippo Ganna         | Italie                | Ineos Grenadiers            | 66 pts                |
| 6e                    | Andrea Vendrame       | Italie                | AG2R La Mondiale            | 66 pts                |
| 7e                    | Patrick Konrad        | Autriche              | Bora-Hansgrohe              | 56 pts                |
| 8e                    | Simon Pellaud         | Suisse                | Androni Giocattoli-Sidermec | 50 pts                |
| 9e                    | Wilco Kelderman       | Pays-Bas              | Team Sunweb                 | 40 pts                |
| 10e                   | Davide Ballerini      | Italie                | Deceuninck-Quick Step       | 40 pts                |

| Classement de la montagne | Classement de la montagne | Classement de la montagne | Classement de la montagne   | Classement de la montagne |
| Coureur                   | Coureur                   | Pays                      | Équipe                      | Points                    |
| ------------------------- | ------------------------- | ------------------------- | --------------------------- | ------------------------- |
| 1er                       | Giovanni Visconti         | Italie                    | Vini Zabù-Brado-KTM         | 148 pts                   |
| 2e                        | Ruben Guerreiro           | Portugal                  | EF Pro Cycling              | 118 pts                   |
| 3e                        | Filippo Ganna             | Italie                    | Ineos Grenadiers            | 48 pts                    |
| 4e                        | Tao Geoghegan Hart        | Royaume-Uni               | Ineos Grenadiers            | 45 pts                    |
| 5e                        | Jonathan Castroviejo      | Espagne                   | Ineos Grenadiers            | 45 pts                    |
| 6e                        | Jonathan Caicedo          | Équateur                  | EF Pro Cycling              | 40 pts                    |
| 7e                        | Simon Pellaud             | Suisse                    | Androni Giocattoli-Sidermec | 39 pts                    |
| 8e                        | Wilco Kelderman           | Pays-Bas                  | Team Sunweb                 | 34 pts                    |
| 9e                        | Matthew Holmes            | Royaume-Uni               | Lotto-Soudal                | 32 pts                    |
| 10e                       | Rohan Dennis              | Australie                 | Ineos Grenadiers            | 28 pts                    |

| Classement de la montagne | Classement de la montagne | Classement de la montagne | Classement de la montagne   | Classement de la montagne |
| Coureur                   | Coureur                   | Pays                      | Équipe                      | Points                    |
| ------------------------- | ------------------------- | ------------------------- | --------------------------- | ------------------------- |
| 1er                       | Giovanni Visconti         | Italie                    | Vini Zabù-Brado-KTM         | 148 pts                   |
| 2e                        | Ruben Guerreiro           | Portugal                  | EF Pro Cycling              | 118 pts                   |
| 3e                        | Filippo Ganna             | Italie                    | Ineos Grenadiers            | 48 pts                    |
| 4e                        | Tao Geoghegan Hart        | Royaume-Uni               | Ineos Grenadiers            | 45 pts                    |
| 5e                        | Jonathan Castroviejo      | Espagne                   | Ineos Grenadiers            | 45 pts                    |
| 6e                        | Jonathan Caicedo          | Équateur                  | EF Pro Cycling              | 40 pts                    |
| 7e                        | Simon Pellaud             | Suisse                    | Androni Giocattoli-Sidermec | 39 pts                    |
| 8e                        | Wilco Kelderman           | Pays-Bas                  | Team Sunweb                 | 34 pts                    |
| 9e                        | Matthew Holmes            | Royaume-Uni               | Lotto-Soudal                | 32 pts                    |
| 10e                       | Rohan Dennis              | Australie                 | Ineos Grenadiers            | 28 pts                    |

| Classement du meilleur jeune | Classement du meilleur jeune | Classement du meilleur jeune | Classement du meilleur jeune | Classement du meilleur jeune |
| Coureur                      | Coureur                      | Pays                         | Équipe                       | Temps                        |
| ---------------------------- | ---------------------------- | ---------------------------- | ---------------------------- | ---------------------------- |
| 1er                          | João Almeida                 | Portugal                     | Deceuninck-Quick Step        | 65 h 45 min 08 s             |
| 2e                           | Jai Hindley                  | Australie                    | Team Sunweb                  | + 2 min 58 s                 |
| 3e                           | Tao Geoghegan Hart           | Royaume-Uni                  | Ineos Grenadiers             | + 2 min 59 s                 |
| 4e                           | Brandon McNulty              | États-Unis                   | UAE Team Emirates            | + 4 min 31 s                 |
| 5e                           | James Knox                   | Royaume-Uni                  | Deceuninck-Quick Step        | + 9 min 07 s                 |
| 6e                           | Sergio Samitier              | Espagne                      | Movistar Team                | + 10 min 48 s                |
| 7e                           | Matteo Fabbro                | Italie                       | Bora-Hansgrohe               | + 20 min 27 s                |
| 8e                           | Aurélien Paret-Peintre       | France                       | AG2R La Mondiale             | + 27 min 06 s                |
| 9e                           | Sam Oomen                    | Pays-Bas                     | Team Sunweb                  | + 32 min 19 s                |
| 10e                          | Attila Valter                | Hongrie                      | CCC Team                     | + 36 min 27 s                |

| Classement du meilleur jeune | Classement du meilleur jeune | Classement du meilleur jeune | Classement du meilleur jeune | Classement du meilleur jeune |
| Coureur                      | Coureur                      | Pays                         | Équipe                       | Temps                        |
| ---------------------------- | ---------------------------- | ---------------------------- | ---------------------------- | ---------------------------- |
| 1er                          | João Almeida                 | Portugal                     | Deceuninck-Quick Step        | 65 h 45 min 08 s             |
| 2e                           | Jai Hindley                  | Australie                    | Team Sunweb                  | + 2 min 58 s                 |
| 3e                           | Tao Geoghegan Hart           | Royaume-Uni                  | Ineos Grenadiers             | + 2 min 59 s                 |
| 4e                           | Brandon McNulty              | États-Unis                   | UAE Team Emirates            | + 4 min 31 s                 |
| 5e                           | James Knox                   | Royaume-Uni                  | Deceuninck-Quick Step        | + 9 min 07 s                 |
| 6e                           | Sergio Samitier              | Espagne                      | Movistar Team                | + 10 min 48 s                |
| 7e                           | Matteo Fabbro                | Italie                       | Bora-Hansgrohe               | + 20 min 27 s                |
| 8e                           | Aurélien Paret-Peintre       | France                       | AG2R La Mondiale             | + 27 min 06 s                |
| 9e                           | Sam Oomen                    | Pays-Bas                     | Team Sunweb                  | + 32 min 19 s                |
| 10e                          | Attila Valter                | Hongrie                      | CCC Team                     | + 36 min 27 s                |

| Classement par équipes | Classement par équipes | Classement par équipes | Classement par équipes |
| Équipe                 | Équipe                 | Pays                   | Temps                  |
| ---------------------- | ---------------------- | ---------------------- | ---------------------- |
| 1re                    | Ineos Grenadiers       | Royaume-Uni            | 197 h 05 min 24 s      |
| 2e                     | Deceuninck-Quick Step  | Belgique               | + 22 min 36 s          |
| 3e                     | Bora-Hansgrohe         | Allemagne              | + 23 min 37 s          |
| 4e                     | Team Sunweb            | Allemagne              | + 28 min 03 s          |
| 5e                     | Bahrain McLaren        | Bahreïn                | + 34 min 58 s          |
| 6e                     | Movistar Team          | Espagne                | + 1 h 00 min 35 s      |
| 7e                     | AG2R La Mondiale       | France                 | + 1 h 17 min 43 s      |
| 8e                     | CCC Team               | Pologne                | + 1 h 18 min 06 s      |
| 9e                     | Astana                 | Kazakhstan             | + 1 h 22 min 40 s      |
| 10e                    | Trek-Segafredo         | États-Unis             | + 1 h 25 min 10 s      |

| Classement par équipes | Classement par équipes | Classement par équipes | Classement par équipes |
| Équipe                 | Équipe                 | Pays                   | Temps                  |
| ---------------------- | ---------------------- | ---------------------- | ---------------------- |
| 1re                    | Ineos Grenadiers       | Royaume-Uni            | 197 h 05 min 24 s      |
| 2e                     | Deceuninck-Quick Step  | Belgique               | + 22 min 36 s          |
| 3e                     | Bora-Hansgrohe         | Allemagne              | + 23 min 37 s          |
| 4e                     | Team Sunweb            | Allemagne              | + 28 min 03 s          |
| 5e                     | Bahrain McLaren        | Bahreïn                | + 34 min 58 s          |
| 6e                     | Movistar Team          | Espagne                | + 1 h 00 min 35 s      |
| 7e                     | AG2R La Mondiale       | France                 | + 1 h 17 min 43 s      |
| 8e                     | CCC Team               | Pologne                | + 1 h 18 min 06 s      |
| 9e                     | Astana                 | Kazakhstan             | + 1 h 22 min 40 s      |
| 10e                    | Trek-Segafredo         | États-Unis             | + 1 h 25 min 10 s      |

## Abandons
- Fernando Gaviria (UAE Emirates) : non-partant, déclaré positif à la COVID-19
- Maximiliano Richeze (UAE Emirates) : abandon